# كارثاغ
كارثاغ (بالإنجليزية: Carthage, Texas)‏ هي مدينة تقع بولاية تكساس في شمال شرق الولايات المتحدة. تبلغ مساحة هذه المدينة 27.3 (كم²)، وترتفع عن سطح البحر 95 م، بلغ عدد سكانها 6779 نسمة في عام 2010 حسب إحصاء مكتب تعداد الولايات المتحدة وتصل الكثافة السكانية فيها 249.2 نسمة/كم2.

## التركيبة السكانية
حدّد مكتب تعداد الولايات المتحدة بيانات التركيبة السكانية لكارثاغ في تعداد الولايات المتحدة. في ما يلي، التركيبة السكانية حسب تعدادي 2000 و2010.

### تعداد عام 2000
بلغ عدد سكان كارثاغ 6,664 نسمة بحسب تعداد عام 2000، وبلغ عدد الأسر 2,598 أسرة وعدد العائلات 1,773 عائلة مقيمة في المدينة. في حين سجلت الكثافة السكانية 240.8 نسمة لكل كيلومتر مربع (623.7/ميل2). وبلغ عدد الوحدات السكنية 2,931 وحدة بمتوسط كثافة قدره 105.9 لكل كيلومتر مربع (274.3/ميل2).
وتوزع التركيب العرقي للمدينة بنسبة 74.65% من البيض و21.02% من الأمريكيين الأفارقة و0.47% من الأمريكيين الأصليين و0.59% من الأمريكيين ذوي الأصول الآسيوية و1.98% من الأعراق الأخرى و1.29% من عرقين مختلطين أو أكثر و4.35% من الهسبانيون أو اللاتينيون من أي عرق.
بلغ عدد الأسر 2,598 أسرة كانت نسبة 36.3% منها لديها أطفال تحت سن الثامنة عشر تعيش معهم، وبلغت نسبة الأزواج القاطنين مع بعضهم البعض 49.9% من أصل المجموع الكلي للأسر، ونسبة 15.4% من الأسر كان لديها معيلات من الإناث دون وجود شريك،  بينما كانت نسبة 2.9% من الأسر لديها معيلون من الذكور دون وجود شريكة وكانت نسبة 31.8% من غير العائلات. تألفت نسبة 29.1% من أصل جميع الأسر من عدة أفراد يعيشون في نفس المنزل ونسبة 15.7% كانت تتألف من شخص يعيش بمفرده يبلغ من العمر 65 عاماً أو أكثر. وبلغ متوسط حجم الأسرة المعيشية 2.43، أما متوسط حجم العائلات فبلغ 3.00.
بلغ العمر الوسطي للسكان 37.3 عاماً. وكانت نسبة 25.3% من القاطنين تحت سن الثامنة عشر، وكانت نسبة 8.7% بين الثامنة عشر والرابعة والعشرين عاماً، ونسبة 24% كانت واقعةً في الفئة العمرية ما بين الخامسة والعشرين والرابعة والأربعين عاماً، ونسبة 20.7% كانت ما بين الخامسة والأربعين والرابعة والستين، ونسبة 16% كانت ضمن فئة الخامسة والستين عاماً فما فوق. يوجد لكل 100 أنثى 81.9 ذكر، ويوجد لكل 100 أنثى في الثامنة عشر من عمرها فما فوق 76.0 ذكر.
بلغ متوسط دخل الأسرة في المدينة 31,822 دولارًا، أما متوسط دخل العائلة فبلغ 37,031 دولارًا. وكان متوسط دخل الذكور 33,080 دولارًا مقابل 21,473 دولارًا للإناث. وسجل دخل الفرد الخاص بالمدينة 16,332 دولارًا. وكانت نسبة 11.8% من العائلات ونسبة 13.2% من السكان تحت خط الفقر، وكان من هؤلاء نسبة 15.1% تحت سن الثامنة عشر ونسبة 12.9% في الخامسة والستين من العمر وما فوق.

### تعداد عام 2010
بلغ عدد سكان كارثاغ 6,779 نسمة بحسب تعداد عام 2010، وبلغ عدد الأسر 2,628 أسرة وعدد العائلات 1,745 عائلة مقيمة في المدينة. في حين سجلت الكثافة السكانية 245 نسمة لكل كيلومتر مربع (634.5/ميل2). وبلغ عدد الوحدات السكنية 2,909 وحدة بمتوسط كثافة قدره 105.1 لكل كيلومتر مربع (272.2/ميل2).
وتوزع التركيب العرقي للمدينة بنسبة 69.49% من البيض و21.12% من الأمريكيين الأفارقة و0.47% من الأمريكيين الأصليين و0.68% من الأمريكيين ذوي الأصول الآسيوية و0.01% من سكان جزر المحيط الهادئ و6.49% من الأعراق الأخرى و1.73% من عرقين مختلطين أو أكثر و11% من الهسبانيون أو اللاتينيون من أي عرق.
بلغ عدد الأسر 2,628 أسرة كانت نسبة 34.5% منها لديها أطفال تحت سن الثامنة عشر تعيش معهم، وبلغت نسبة الأزواج القاطنين مع بعضهم البعض 45.6% من أصل المجموع الكلي للأسر، ونسبة 16.4% من الأسر كان لديها معيلات من الإناث دون وجود شريك،  بينما كانت نسبة 4.4% من الأسر لديها معيلون من الذكور دون وجود شريكة وكانت نسبة 33.6% من غير العائلات. تألفت نسبة 30.5% من أصل جميع الأسر من عدة أفراد يعيشون في نفس المنزل ونسبة 14.8% كانت تتألف من شخص يعيش بمفرده يبلغ من العمر 65 عاماً أو أكثر. وبلغ متوسط حجم الأسرة المعيشية 2.45، أما متوسط حجم العائلات فبلغ 3.04.
بلغ العمر الوسطي للسكان 35.9 عاماً. وكانت نسبة 24.6% من القاطنين تحت سن الثامنة عشر، وكانت نسبة 11.2% بين الثامنة عشر والرابعة والعشرين عاماً، ونسبة 23.9% كانت واقعةً في الفئة العمرية ما بين الخامسة والعشرين والرابعة والأربعين عاماً، ونسبة 24% كانت ما بين الخامسة والأربعين والرابعة والستين، ونسبة 16.2% كانت ضمن فئة الخامسة والستين عاماً فما فوق. وتوزع التركيب الجنسي للسكان بنسبة 46.9% ذكور و53.1% إناث.

## أعلام
- ميخائيل مونتجومري
- ديريك واين جونسون
- ألين بورين
- باد مارشال

## وصلات خارجية
- The US50 - Cities and Towns in Texas State